# Maxillaria cucullata
Maxillaria cucullata Lindl. 1840, es una especie de orquídea epífita, originaria de América.

## Descripción
Es una especie de orquídea de pequeño tamaño, que prefiere clima caliente a frío, es epífita, terrestre o litófita con  pequeños pseudobulbos envuelto casi por completo por varias vainas y una sola hoja apical, lineal a oblonga elíptica, coriácea, obtusa o redondeada apicalmente,  que florece en un inflorescencia de 7,5 a 37 cm de largo, con flores solitarias que se producen en una inflorescencia del maduro pseudobulbo y que tiene fibrosas brácteas que cubren casi completamente el pedúnculo y fragantes flores que tienen de 4 a 9 cm de longitud y que se producen en el otoño y principios del invierno.

## Distribución y hábitat
Se han encontrado desde el sur de México hasta Ecuador en alturas que van desde 700 a 3300 m s. n. m. en lugares con lluvia o humedad en los bosques de niebla.

## Sinonimia
- Maxillaria atrata Rchb.f. 1866;
- Maxillaria galeata Rchb.f 1842;
- Maxillaria praestans Rchb. f. 1885;
- Maxillaria rhombea Lindl. 1840;
- Maxillaria rubrilabia Schltr. 1923;
- Psittacoglossum atratum La Llave & Lex. 1825[1]